# Byadane, Belur
Byadane là một làng thuộc tehsil Belur, huyện Hassan, bang Karnataka, Ấn Độ.